# Фрайберг, Вернер
Вернер Фрайберг (нем. Werner Freyberg; 29 июля 1902, Лейпциг, Королевство Саксония — 15 января 1973, Лейпциг) — немецкий хоккеист на траве, полузащитник. Бронзовый призёр летних Олимпийских игр 1928 года.

## Биография
Вернер Фрайберг родился 29 июля 1902 года в немецком городе Лейпциг.
Играл в хоккей на траве за «Лейпцигер» из Лейпцига.
В 1928 году вошёл в состав сборной Германии по хоккею на траве на летних Олимпийских играх в Амстердаме и завоевал бронзовую медаль. Играл на позиции полузащитника, провёл 2 матча, мячей не забивал.
В 1926—1928 годах провёл 4 матча за сборную Германии.
Умер 15 января 1973 года в Лейпциге.